# بييداد دي لا ثيربا
بييداد دي لا ثيربا ‏ (1 يونيو 1913 في مرسية - 31 ديسمبر 2007 في مدريد) عالم من إسبانيا.